# 아버지, 군인, 아들
《아버지, 군인, 아들》(영어: Father Soldier Son)은 2020년 넷플릭스에서 방영한 미국의 다큐멘터리 전쟁 영화이다.

## 출연진
- 브라이언 아이쉬

## 촬영 장소
- 미국 위스콘신